# Smittkoppor
Smittkoppor (variola) var en extremt smittsam sjukdom med hög dödlighet som av Världshälsoorganisationen (WHO) 1980 förklarades utrotad. Smittkoppor orsakades och spreds av ett virus från familjen poxviridae. Sjukdomen drabbade endast människor och fanns hos människan under mycket lång tid, minst 3 000 år. Man beräknar att enbart under 1900-talet har minst 300 miljoner människor dött i smittkoppor, till det kommer ett stort antal som blivit blinda, döva, vanställda, eller har fått andra komplikationer. Viruset finns inte längre i vilt tillstånd utan endast i laboratorier.

## Symtom
Smittkoppor har en inkubationstid på mellan 7 och 19 dagar, vanligen 12–14 dagar. Efter inkubationstiden insjuknar patienten i plötslig hög feber, värk i kroppen, huvudvärk och allmän sjukdomskänsla. Efter cirka tre dagar uppträder utslag i ansiktet som under ett par dygn sprids till bålen och sedan över ben och armar. Det blir utslag även på handflator och fotsulor. Från och med feberinsjuknandet är patienten mycket svårt sjuk. Under en tvåveckorsperiod övergår utslagen till blåsor som sedan torkar ut till skorpor. En minoritet av fallen får en snabbt förlöpande form av sjukdomen som ger blödningar och oftast leder till döden. Bakteriella infektioner i blåsorna förekommer och kan spridas till blodet och till kroppens olika organ samt skelett och leder.

## Komplikationer
De vanligaste komplikationerna drabbar luftrör och lungor och kan vara allt från bronkit till dödlig lunginflammation. Lungkomplikationer utvecklas vanligen på åttonde dagen och kan vara antingen bakteriella eller orsakade av virus. Andra komplikationer är hjärninflammation, encefalit, vilket drabbar cirka 1 på 500, är vanligare bland vuxna, och kan leda till tillfälliga handikapp; svår, vanställande ärrbildning vilket märktes mest i ansiktet; och komplikationer som involverade ögonen (2% av alla fall). Koppor kunde bildas i ögonen, och det kunde bli blödningar i näthinnan, båda kunde leda till blindhet.
I 2–5% av unga barn med smittkoppor, kunde viruset nå leder och ben och ge osteomyelit, beninflammation. Detta kunde leda till svullna leder, artrit, vanställda lemmar och ben, instabila leder, och förkortade fingrar. 

## Smittspridning
Spridningen sker via direkt kontakt med sjuka människor eller indirekt via kontaminerade föremål. Smitta kan även spridas via aerosoler i luften, till närmaste omgivning men även till angränsande lokaler exempelvis via ventilationsanläggningar. Smittspridning till omgivningen är som störst 1-2 veckor efter utslagets början och smittsamheten är oerhört stor. Det finns dock ingen smittrisk före insjuknandet och den insjuknade blir ordentligt smittsam först efter ett till två dygn. Viruset är mycket resistent och kan förbli smittsamt under flera månader.

## Smittkoppsviruset
Det finns två varianter, den farligaste är variola major med ca 30% dödlighet. Variola minor är mildare med dödlighet på mindre än en procent.

### Ursprung
Sjukdomens exakta ursprung är inte känt, men det är känt att den fanns tidigt i Kina och i Indien.
Genetiska studier av viruset indikerar att det har funnits länge. En studie fann att det uppkom för cirka 12 000 år sedan.
Smittkopporna nådde Europa under 500-talet men spreds långsamt. De blev vanliga i södra Europa på 1100-talet och i norra Europa på 1300-talet.
Först på 1600-talet blev det en betydande sjukdom i Europa. Under 1700-talet var smittkopporna den stora infektionssjukdomen i Europa.
Det tidigaste kända fallet är kanske farao Ramses V som dog 1157 f.Kr.; hans mumie har utslag som överensstämmer med smittkoppor.

## Förebyggande behandling

### Variolisation
Se även: Variolisation
Variolisation eller skyddsympning är en procedur där material från en sjuk person läggs på en frisk persons hud och huden sedan rispas. Smittämnet orsakar då en infektion som oftast är relativt mild jämfört med den vanliga, och personen blir immun. Metoden användes tidigt i Asien där sjukdomen funnits länge, kanske redan på 900-talet i Kina, säkrare belägg finns från 1500-talet. Dödligheten vid variolisation var från början någon procent, men i slutet av 1700-talet hade metoden förbättrats och dödligheten kunde räknas i promille. Att en så pass farlig metod ändå ansågs acceptabel berodde på att sjukdomen var så vanlig och mycket farligare, samt att inga bättre metoder fanns. 
Risker vid variolisation var dels att om risporna blev för djupa så fick patienten en vanlig smittkoppsinfektion vilket var långt ifrån riskfritt, och att patienten kunde smitta andra, vilka då fick en vanlig smittkoppsinfektion. Detta kunde till och med starta en smittkoppsepidemi vilket läkarna var oroliga för och inte ville bli anklagade för. Dessutom förväxlades ofta syfilis med smittkoppor, vilket ledde till att många genom ympning drabbades av könssjukdom. I en del länder förbjöds också detta slags skyddsympning i slutet av 1700-talet. Många läkare uttryckte också lättnad när vaccination ersatte variolisation.

### Vaccination
Se även: Vaccination
Det första vaccinet utvecklades efter upptäckten att personer som smittats av kokoppor inte blev sjuka i smittkoppor. Bland bondebefolkningen i England var detta spridd kunskap – det var känt att mjölkerskor oftast hade slät och fin hy eftersom de inte haft smittkoppor. Det första vaccinet (efter latinets "vacca", ko) gjordes av vätska från kor sjuka i kokoppor.
Den förste i Storbritannien, som officiellt tillerkänts att medvetet ha ympat någon med kokoppor för att med gott resultat förhindra senare insjuknande i smittkoppor är bonden Benjamin Jesty som ympade sin familj som därmed undgick insjuknande vid ett pågående smittkoppsutbrott. Drygt 20 år senare gjorde den engelske läkaren Edward Jenner metoden acceptabel och känd efter att den 14 maj 1796 ympat denna vätska till en åttaårig pojke via två ytliga rispor i huden – en sorts variolisation där vätskan kom från kokoppor istället för från smittkoppor. Pojken blev sjuk i kokoppor men det visade sig vid en senare variolisation att han nu var skyddad mot smittkoppor.
Med dagens måttstock gav detta vaccin ganska stora biverkningar. Dödsfall var dock sällsynt och det var trots allt mycket bättre än variolisation.
Vid modern smittkoppsvaccinering, som gjordes i Sverige före 1976 och som fortfarande utförs i militären i exempelvis USA, används vaccinia (från vacciniavirus, en släkting till kokoppsvirus som odlats fram i laboratorier). Vid vaccineringen pressas en liten mängd vaccinia in i yttersta hudlagret med ett vasst föremål till exempel en lansett för blodprovstagning. Om vaccinationen lyckas blir det efter två till tre dagar en upphöjd blemma som sedan utvecklas till en koppa. Eftersom vaccinia och smittkoppsvirus är närbesläktade blir sedan den vaccinerade immun mot smittkoppor i tre år. Efter den tiden kvarstår viss skyddseffekt, oklart hur länge, men de som vaccinerades på sjuttiotalet har troligen dåligt skydd idag.
Smittkoppsvaccination kan också göras efter exponering av smittkoppsvirus. Den som vaccineras inom tre dagar efter smitta insjuknar inte, eller insjuknar i en lindrig, icke dödlig form. Även den som vaccineras senare än tre dagar efter smitta får sannolikt viss skyddseffekt.
Även dagens smittkoppsvaccin har allvarliga biverkningar jämfört med andra vaccin. Eftersom smittkoppor skulle kunna användas vid biologisk krigföring eller bioterrorism finns det ett behov av ett bättre vaccin. En svårighet med att utveckla nya smittkoppsvaccin är att endast människor blir sjuka i smittkoppor, så nya vaccin kan inte utprovas på försöksdjur. Det är etiskt problematiskt att testa smittkoppsvaccin på människor, eftersom de då skulle behöva utsättas för smittkoppsviruset och riskera att insjukna.

## Historia
Dödligheten var stor, 20–30 procent. I Asien, där sjukdomen fanns länge, användes redan före år 1000 variolisation, skyddsympning, där material från insjuknade överfördes till rispor i huden på friska. Det gav en mildare form av sjukdomen i vilken någon procent dog men de som överlevde blev immuna. Trots att variolisation kunde vara dödligt ansågs detta acceptabelt eftersom sjukdomen var så mycket farligare. I slutet av 1700-talet utvecklades det första vaccinet.
I Europa var smittkoppor 1700-talets stora infektionssjukdom. Den drabbade huvudsakligen barn eftersom den äldre befolkningen oftast var immun efter en genomgången infektion. Det anses att ca 60 miljoner européer avled av smittkoppor under detta århundrade. Man tror att det var smittkoppor, överförd från européerna, som dödade miljontals av urinvånarna i Sydamerika under 1500-talet. Det var smittkoppor som utrotade inkafolket i dagens Peru.
Viruset kunde utrotas tack vare omfattande vaccinationskampanjer och åtgärder för att tidigt upptäcka utbrott. Eftersom viruset endast drabbade människor var det effektivt att snabbt isolera insjuknade och vaccinera alla i deras omgivning. År 1980 förklarade WHO världen vara fri från smittkoppor efter ett framgångsrikt utrotningsprojekt. Aktivt virus har sparats av vetenskapliga skäl och finns Idag endast i två olika labb som befinner sig i USA och Ryssland.

### Utrotning
Smittkoppor är den första sjukdom som kunnat utrotas. 1958 rapporterades 280 000 fall av smittkoppor från 63 länder, men det verkliga antalet var sannolikt hundra gånger större. Sovjetunionen föreslog samma år ett WHO-projekt för utrotning. 1959 påbörjades ett program för att under fem-sex år vaccinera minst 80% av befolkningen på de platser där viruset var endemiskt, vilket man då trodde skulle räcka för utrotning. Man upptäckte så småningom att detta inte var tillräckligt; dels nåddes inte 80% överallt på grund av de drabbade ländernas bristande resurser, och dels förekom utbrott av smittkoppor trots att 80% var vaccinerade. Då togs nya tag, och WHO drev från 1966 Smallpox Eradication Programme, ett intensifierat program i vilket världens länder samarbetade globalt med att genomföra vaccinationsprogram, förebyggande åtgärder, övervakning för att upptäcka utbrott, och isolering vid utbrott. Projektet blev lyckosamt och 1980 tillkännagjorde WHO att viruset inte längre fanns i vilt tillstånd.

## Sverige

### Lagstiftning
I Sverige indelas allvarliga smittsamma sjukdomar i fyra kategorier: anmälningspliktiga, smittspårningspliktiga, allmänfarliga och 
samhällsfarliga sjukdomar. Till den sistnämnda kategorin hör smittkoppor, SARS och Ebola. Lagen ger staten rätt att hålla en misstänkt smittad person i karantän eller att spärra av ett geografiskt område för att minska risken för smittspridning. Detta görs med stöd av smittskyddslagen, 9-10 §§. En person kan därvid kvarhållas i karantän på order av en smittskyddsläkare. Avspärrning av ett geografiskt område beordras av Socialstyrelsen.

### Smittkoppor i Sverige
Drottning Ulrika Eleonora dog i smittkoppor 1741.
Gustav III och hans syskon lät variolisera sig 1769.
I Sverige utfördes den första smittkoppsvaccinationen 1801, och redan 1816 blev det obligatoriskt att vaccinera alla barn under två år mot smittkoppor. Antalet insjuknade i smittkoppor minskade då avsevärt, men det förekom ändå utbrott under hela 1800-talet. Utbrotten drabbade främst äldre personer som inte haft sjukdomen.
Om vaccinets effekter i Sverige finns det vittnesbörd redan från 1800-talets början i landshövdingeberättelser och andra officiella uttalanden. De konstaterar samstämmigt att smittkoppornas härjningar avtagit på ett häpnadsväckande sätt i samma mån som vaccinationen vunnit allmänt förtroende.
Strax under 300 000 människor dog i smittkoppor i Sverige under åren 1750–1900.
Ett större smittkoppsutbrott skedde i Stockholm 1874. Totalt 1191 personer dog, vilket var knappt 20 procent av alla som dog i Stockholm det året. 
Smittkoppor förekom då även i andra delar av landet, men antalet insjuknade och döda var särskilt högt i Stockholm på grund av dålig vaccintäckning.
1963 inträffade det sista smittkoppsutbrottet i Stockholm. 27 personer insjuknade varav fyra avled. Två av de avlidna var ovaccinerade, och två var vaccinerade över 40 år tidigare. Primärfallet var en svensk sjöman nyss hemkommen med flyg från Australien via bland annat Indonesien och Indien. Man tror att han smittades vid flygresan. Som längst hann smittan den gången spridas i sju led i Sverige innan den stoppades.
Allmän vaccination mot smittkoppor upphörde 1976 i Sverige.